# Richard Paul Lohse
Richard Paul Lohse (ur. 13 września 1902 w Zurychu, zm. 16 września 1988 tamże) – szwajcarski malarz abstrakcjonista, grafik, projektant oraz autor projektów architektonicznych.
Studiował w Kunstgewerbeschule w Zurychu. Interesował się grafiką reklamową i techniką fotomontażu. Od 1930 zmierzał w kierunku abstrakcji, a w 1937 wraz z Leo Leuppim założył grupę artystyczną Alianz, która miała promować nowoczesnych malarzy szwajcarskich. Później zaczął stosować geometryczny system barw, skonstruowany według schematu stworzonego przez Pieta Mondriana i grupę Art Concret. W tym systemie żaden kolor nie mógł być silniejszy od innych.

## Dzieła
- Elemente zu rhythmischen Gruppen konzentriert, (1946–1956),
- Horizontale und vertikale variation enies moduls, (1952–1953),
- Bewegung von Dunkelgelb über Rot, Violett, Blau zu grünem, Zentrum, (1952–1972)